# Aholfing
Aholfing – miejscowość i gmina w Niemczech, w kraju związkowym Bawaria, w rejencji Dolna Bawaria, w regionie Donau-Wald, w powiecie Straubing-Bogen, wchodzi w skład wspólnoty administracyjnej Rain. Leży około 10 km na północny zachód od Straubingu, nad Dunajem.

## Dzielnice
W skład gminy wchodzą trzy dzielnice: Aholfing, Niedermotzing, Obermotzing/

## Demografia
| Rok  | Liczba mieszk. |
| ---- | -------------- |
| 1970 | 1 136          |
| 1987 | 1 076          |
| 2000 | 1 562          |

## Oświata
(na 1999)

W gminie znajduje się 75 miejsc przedszkolnych (61 dzieci).